# Daniel Huacuja
Daniel Huacuja (Ciudad de México, 8 de noviembre de 1883 - ibídem, 28 de mayo de 1974) fue un lingüista, profesor y académico mexicano.

## Biografía
Fue discípulo de Enrique C. Rébsamen. Fue maestro normalista, impartió clases de Lengua y Literatura en la Escuela Normal de Maestros. Aunque no escribió libros, sus informes, reportes y dictámenes se conservan de manera inédita y dispersa. Entre ellos se encuentran: "Algunos trabajos en pro de la enseñanza de nuestro idioma" (1959), "En defensa del idioma" (1959), "Los gramáticos en la Academia" (1965), "Principales particularidades o grupos indígenas de México" (1968), "Gentilicios del Estado de México" (1968).
Fue nombrado miembro de número de la Academia Mexicana de la Lengua, tomó posesión de la silla XV el 20 de mayo de 1955. Murió en la Ciudad de México el 28 de mayo de 1974.